# قصر الاجتماعات (شانديغار)

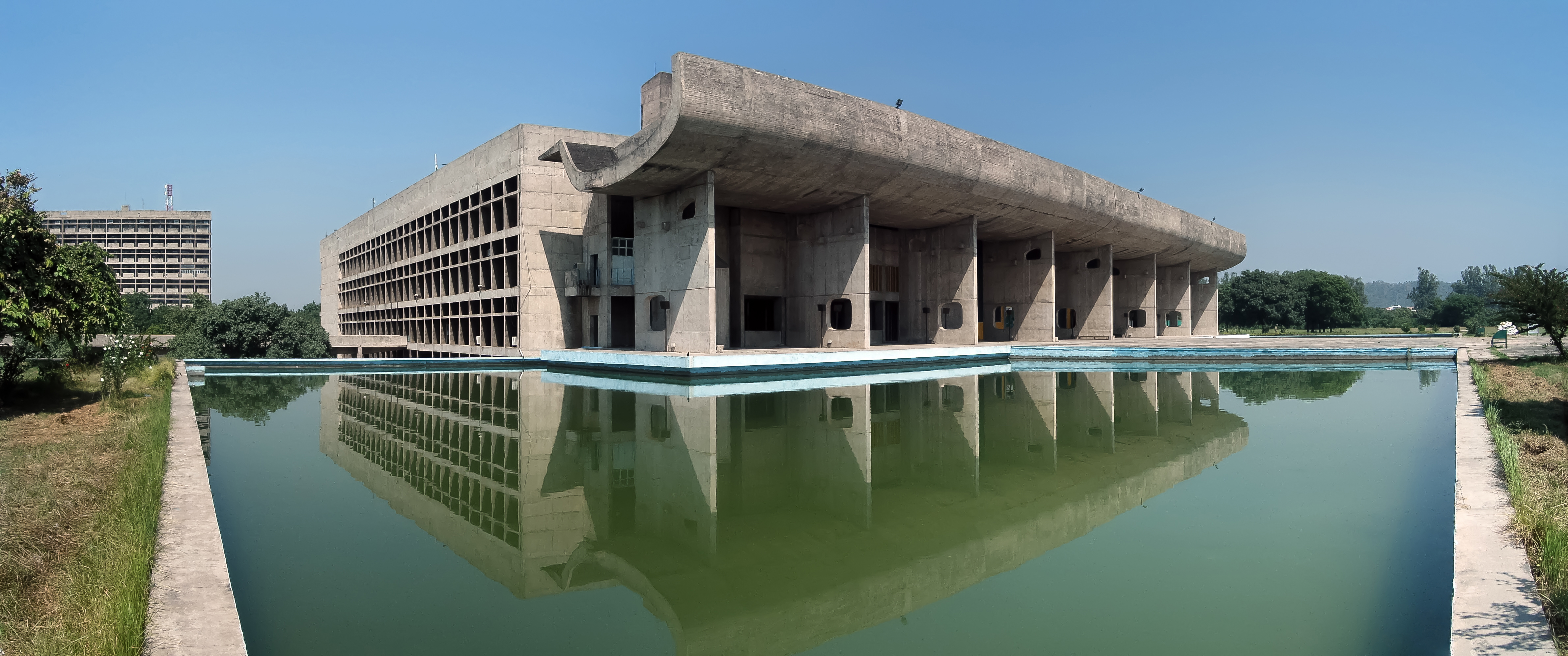
مبنى قصر الاجتماعات في شانديغار.

قصر الاجتماعات في شانديغار (بالهندية: चंडीगढ़ में विधानसभा के पैलेस ؛ بالإنجليزية: Palace of Assembly in Chandigarh) هو مبنى المجلس التشريعي في مدينة شانديغار في البنجاب، الهند. صممه المعمار لو كوربوزييه، وهو جزء من مجمع متكامل يحتوي أيضا كل من مبنى المحكمة العليا، ومبنى السكرتارية.
يحتوي المبنى على قاعتين رئيستين، واحدة لمجلس الأعيان، والأخرى لمجلس النواب. وقد عبر لو كوربوزييه عن كل مجلس من المجلسين المذكورين بسقف مميز لكل منهما يبرز عاليا فوق سطح الصندوق البسيط الذي يشكل قاعدة المبنى. وقد جاء سقف قاعة مجلس النواب على شكل هرم رباعي مائل قليلا، أما سقف قاعة مجلس الأعيان فقد جاء أعلى كثيرا وبشكل أسطواني ذي مقطع جانبي على هيئة القطع المكافئ، شبيه بأبراج التبريد التي تستخدم في المفاعلات النووية، ويبدو وكأنه يخترق السقف كمدخنة عملاقة يمكن رؤيتها عن بعد بكل وضوح. أما الواجهة الرئيسية للمبنى، المطلة على مبنى البرلمان المقابل لها، فقد تميزت برواق ضخم يتشكل من مجموعة من الدعامات الرفيعة Short walls as columns تحمل فوقها سقف الرواق الذي تميز بشكله الانسيابي المنحني. وتعمل تلك العناصر مجتمعة على تكوين مجموعة من الظلال على واجهات المبنى والحجوم المميزة لقاعتي مجلس النواب ومجلس الأعيان، فتبدو في شمس الهند الحارة أبلغ تعبير عن إحدى أشهر مقولات لو كوربوزييه في تعريفه للعمارة بأنها «اللعب المتقن الرائع في مجموعة من الكتل ترى تحت الضوء».

## جاليري

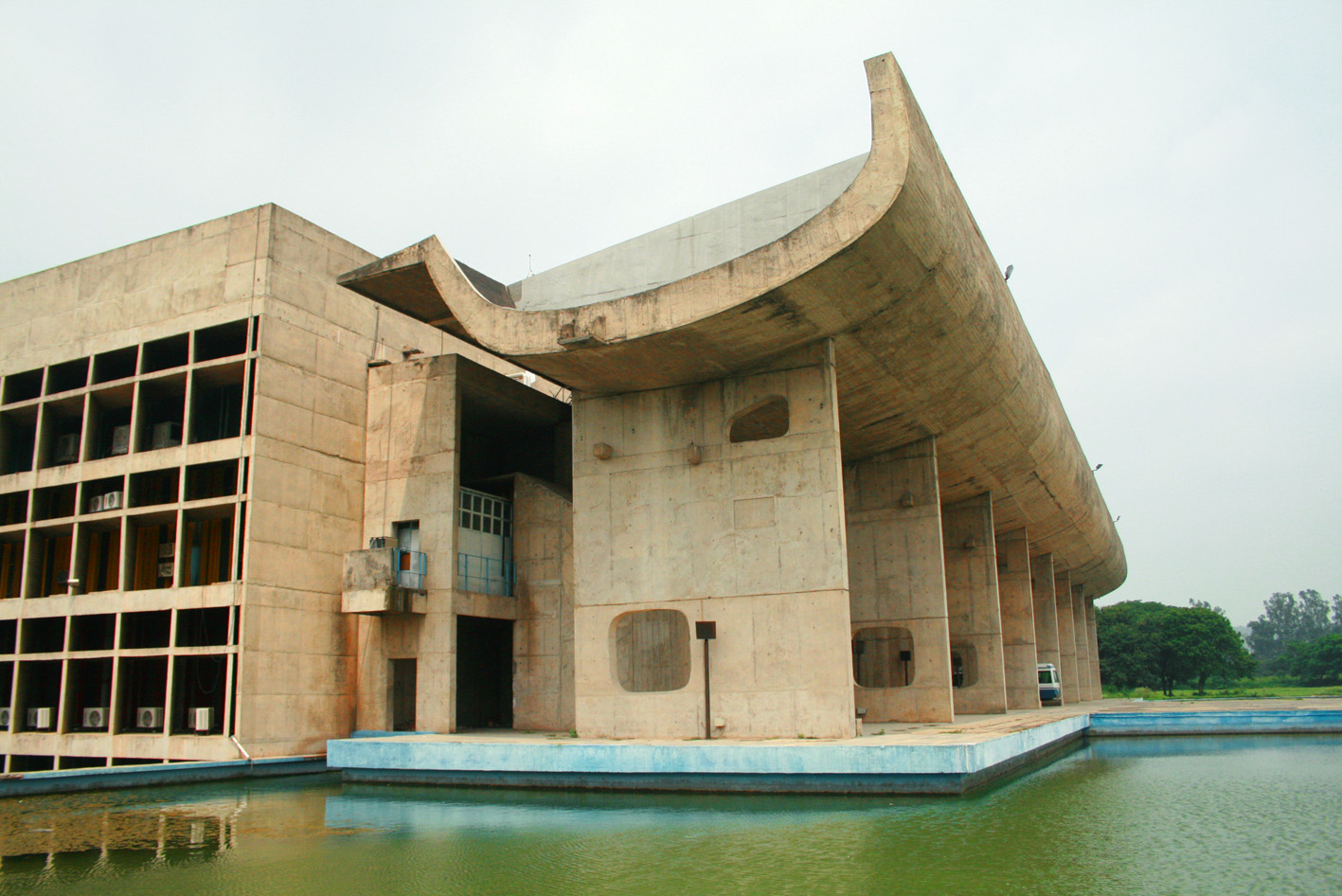
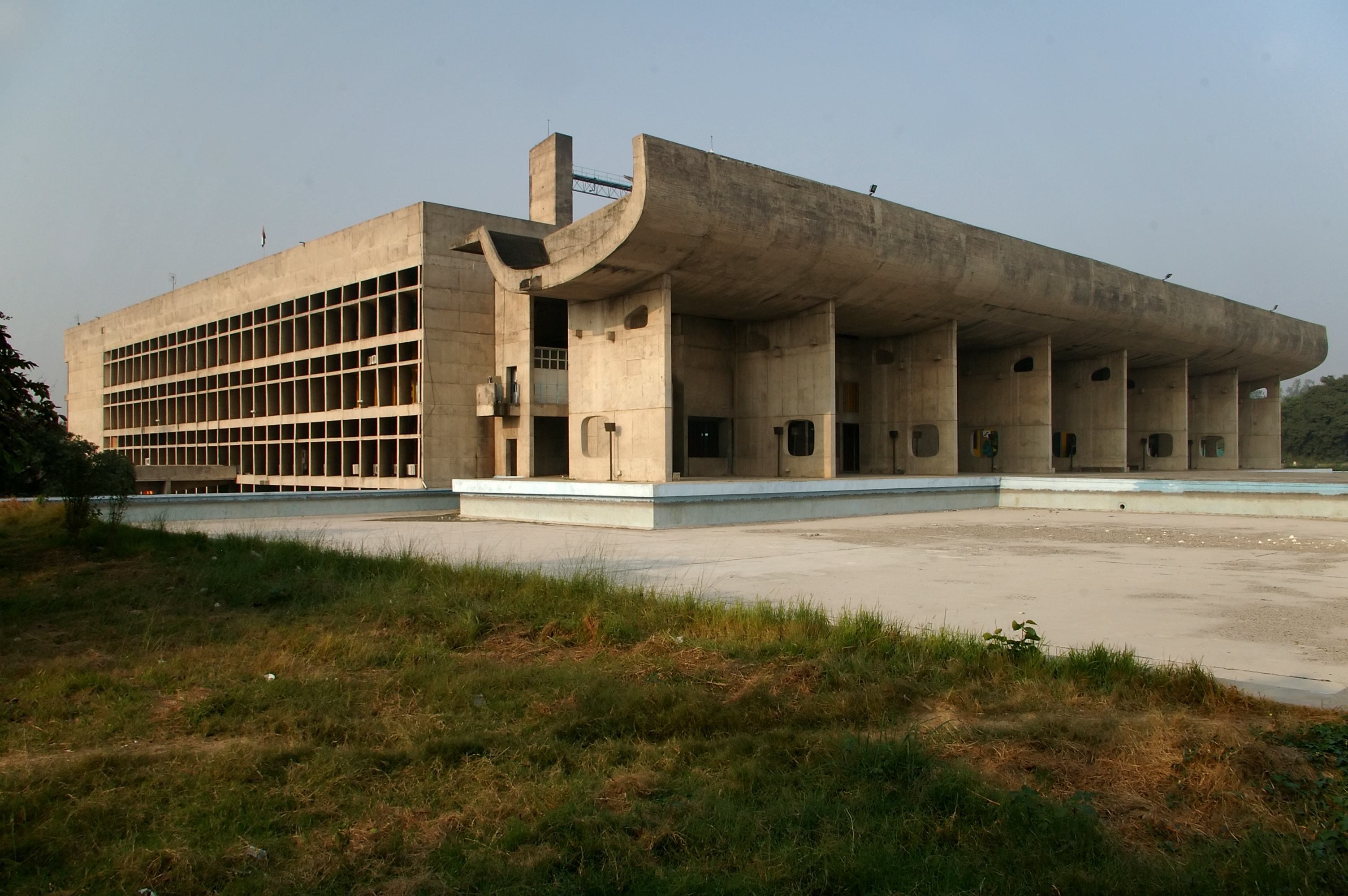
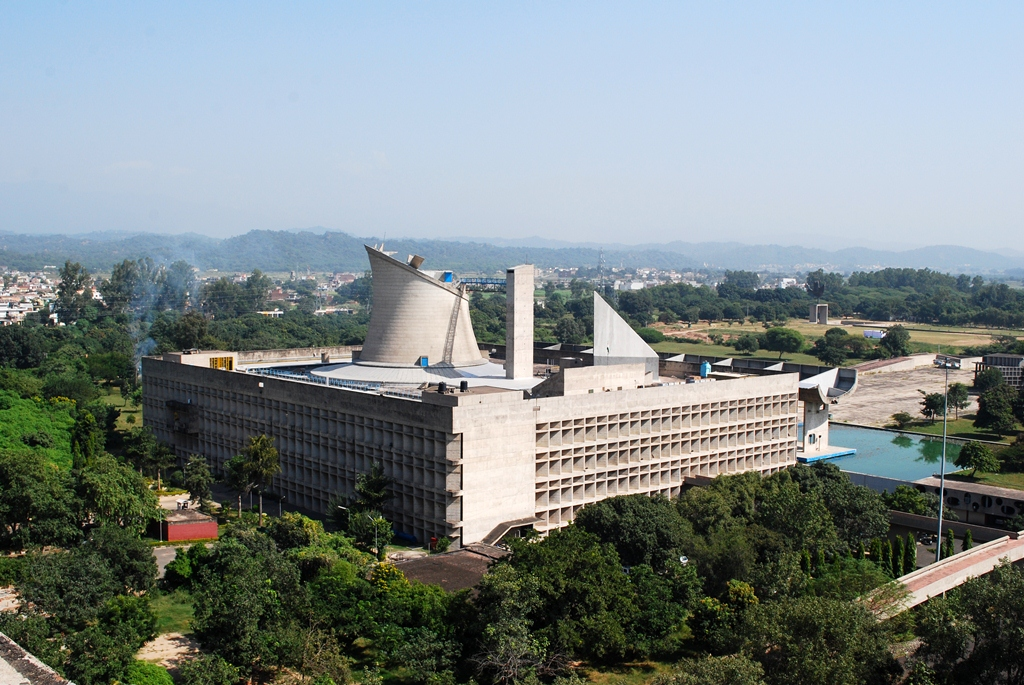

## وصلات خارجية
- مؤسسة لو كوربوزييه نسخة محفوظة 8 يناير 2014 على موقع واي باك مشين.
- كوربو في أحمد أباد نسخة محفوظة 21 فبراير 2013 at Archive.is